# Welle (Einheit)

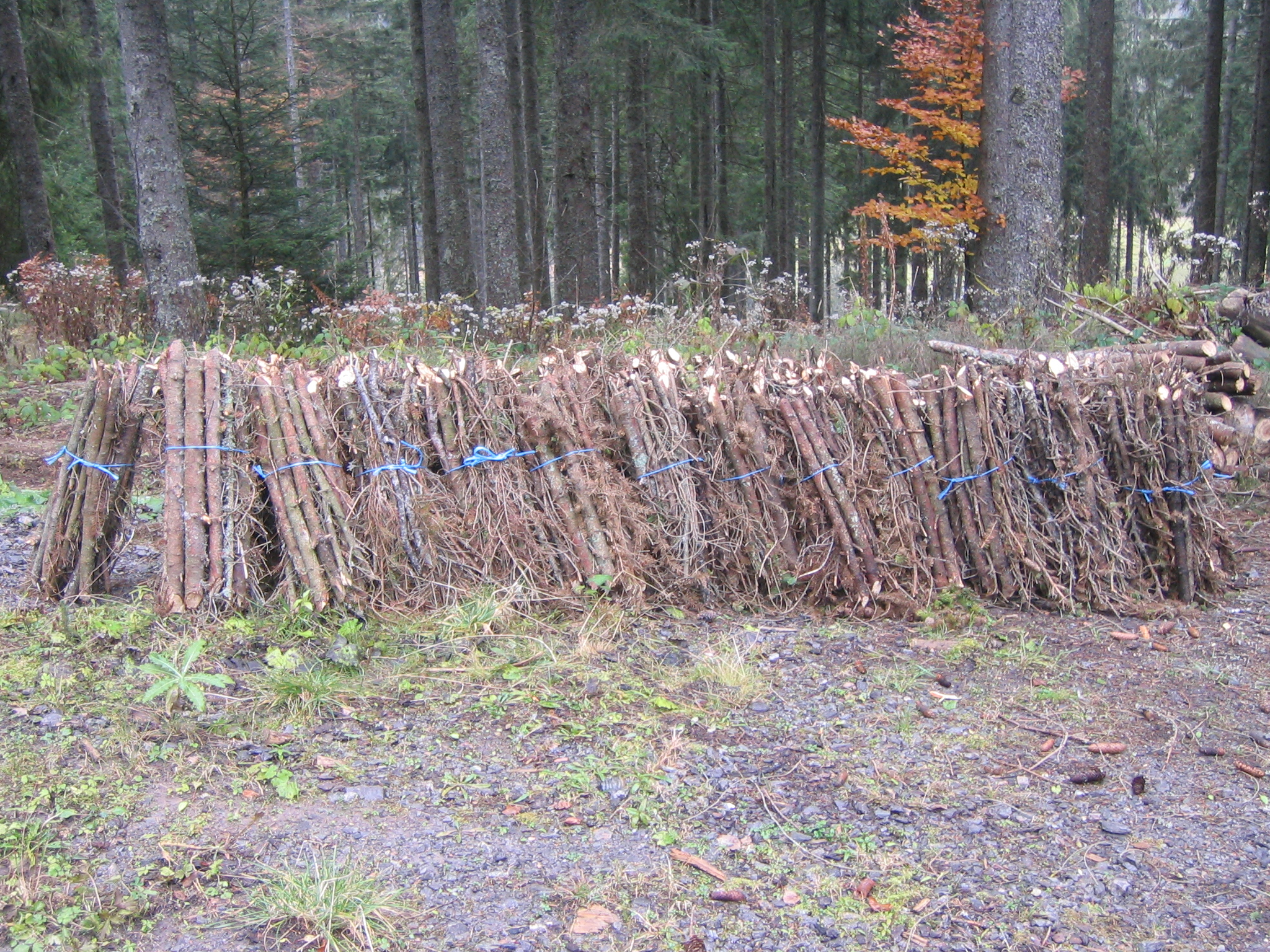
Bündel aus Ästen, im Schwarzwald Wellen genannt

Mit Welle wurde ein Volumenmaß in der Holzwirtschaft bezeichnet. Das Maß war dem Reisigholz vorbehalten. Die Abgabe erfolgte schockweise. Bei dem Bund handelte es sich um Holzmengen von bestimmten Umfang und Länge. Das Reisigholz war nichtspaltbares Holz und das billigste Brennholz. In  den Forsten klassifizierte man dieses Holz nach der Stammstärke in bis zu fünf Gruppen.
Das gewählte Maß, auch die maßfreie Abgabe, musste im Forst gleich sein.
- 1 Welle = 3 Fuß Umfang und variable Länge von 5 ½ bis 6 Fuß

Im Großherzogtum Hessen beispielsweise war die Welle durch Zollmaße festgelegt. Die Fuß- und Zollmaße richteten sich nach den Frankfurter Werten.
- 1 Welle = 10 Zoll Umfang und 50 Zoll Länge

Die Welle nach metrischen Maßen für eine Klasse Reisig von 7 bis 14 Zentimeter Durchmesser war
- 1 Welle = 1 Meter Umfang (etwa 32 Zentimeter Durchmesser) und 1 Meter Länge[1]; Abgabe erfolgte bevorzugt in 100 Wellen.